# Бейнеуский район
Бейнеуский район (каз. Бейнеу ауданы) — административно-территориальная единица второго уровня на северо-востоке Мангистауской области Казахстана. Административный центр — село Бейнеу.

## География
Территорию района занимает восточная окраина Прикаспийской низменности с песками и солончаками (Мёртвый Култук и др.), восточная часть — плато Устюрт с возвышенностью Мынсуалмас. В недрах разведаны запасы нефти и газа, камня-ракушечника, строительных песков. Климат континентальный. Средняя температура января −4 °C, июля 25—27 °C. Осадков выпадает 120—130 мм в год. Часты песчаные бури. Растительность полупустынная: солончаковые травы, полынь, местами саксауловые заросли. Обитают сайгак, джейран, заяц, волк, лисица, грызуны и другие.

## История
Образован в 1973 году. В 1988—1990 годах во время упразднения Мангышлакской области входил в состав Гурьевской области.

## Население
Национальный состав (на начало 2019 года):
- казахи — 68 866 чел. (98,89 %)
- каракалпаки — 405 чел. (0,58 %)
- узбеки — 175 чел. (0,25 %)
- русские — 38 чел. (0,05 %)
- татары — 23 чел. (0,03 %)
- киргизы — 13 чел. (0,02 %)
- другие — 119 чел. (0,17 %)
- Всего — 69 639 чел. (100,00 %)

## Экономика
Основная отрасль хозяйства — нефтедобывающая промышленность. В сельском хозяйстве главное направление — разведение овец (каракулеводство), лошадей, верблюдов. В районе находятся Южное управление магистрального нефтегазопровода, предприятия по обслуживанию железнодорожного транспорта. По территории района проходит железные дороги Макат — Конырат, Бейнеу — Актау, автомобильная дорога Атырау — Актау, газопровод Средняя Азия — Россия, нефтепродуктопровод Озен — Атырау — Самара, магистральные водоводы Кунград — Бейнеу — Макат, Бейнеу — Озен.

## Административно-территориальное деление
Административно-территориальное деление района:
| Сельский округ               | Население, чел. (2012) | Населённые пункты |
| ---------------------------- | ---------------------- | ----------------- |
| Бейнеуский сельский округ    | 40 452                 | село Бейнеу       |
| Акжигитский сельский округ   | 2 567                  | село Акжигит      |
| Саргинский сельский округ    | 1 348                  | село Сарга        |
| Боранкулский сельский округ  | 6 310                  | село Боранкул     |
| Есетский сельский округ      | 897                    | село Корколь      |
| Ногайтинский сельский округ  | 266                    | село Ногайты      |
| Сынгырлауский сельский округ | 836                    | село Сынгырлау    |
| Самский сельский округ       | 450                    | село Сам          |
| Толепский сельский округ     | 876                    | село Толеп        |
| Таженский сельский округ     | 299                    | аул Тажен         |
| Турышский сельский округ     | 636                    | село Турыш        |

## Достопримечательности
- Мавзолей Амантурлы Кожалака, батыра из рода адай Младшего жуза[8].
- «Бейнеу» — погребально-культовый комплекс памятников XVI века[9].